# 李霄雲
李霄云（1987年3月16日—），华语流行乐坛创作歌手，澳大利亚籍华人，现就读于澳大利亚墨尔本大学（暂时休学中）。2009年湖南卫视“快乐女声”全国亚军。2010年7月，发行个人首张专辑《你看到的我是蓝色的》。2011年7月，获得澳洲“十大华人杰出青年”称号。

## 生平

### 早年经历
李霄云出生于甘肃省兰州市，10岁时父母离异，随母亲生活。在兰州七中上初中时，她便在音乐、体育、英语等多方面显露出才华，曾担任女篮校队队长。
2002年，初中还未毕业的李霄云随母亲移民澳大利亚。之后母亲在墨尔本开了一家火锅店，而李霄云则在半年的语言学校学习后入读布莱克本高中。2006年，李霄云以优异的成绩考入墨尔本大学基础教育专业，并在当年10月的全澳纽华人歌唱大赛中夺得墨尔本赛区冠军和总赛区亚军。然而由于父亲患上食道癌晚期，她不得不先休学一年，转而回国照顾病重的父亲。在此期间，她写下了《爸爸给的坚强》，并陪伴父亲直到其2007年去世。

### 2009快乐女声
2009年湖南卫视“快乐女声”比赛开始后，还在读大二的李霄云专程请假回国参加兰州赛区的比赛。在预选赛中，她第一个拿到PASS卡并直接晋级赛区50强，随后又在5月31日的兰州赛区30进8比赛中顺利晋级，入围全国300强。
李霄云在比赛中以磁性优美、富有情感的声音和吉他弹唱著称。6月26日的总决赛18进10第一场中，被称为“翻版张信哲”的她表现优异，成为当晚三个率先晋级全国10强的快女之一。之后她越战越勇，曾连续两周蝉联周冠军，并最终在9月4日的总决赛中获得全国亚军。

### 赛后发展
比赛结束后，李霄云参加了2009快乐女声全国巡回演唱会，并在10月7日的上海站以超高人气夺得“城市之星”。不过3天后的长春站她却因为国籍问题没有及时报批而无法登台。
2010年6月7日，李霄云携新专辑同名主打歌《你看到的我是蓝色的》华丽回归。7月7日，在保定江城机场举办的专辑发布会上，李霄云亲自驾驶飞机冲上云霄为新专辑造势。8月7日，个人首唱音乐会于北京展览馆圆满举行，李霄云也凭借这张专辑包揽2010年度的多个新人和金曲奖项。

## 参赛经历
- 2005年，TVB全球华人新秀歌唱大赛，最具人气奖。
- 2006年，全澳纽华人歌唱大赛，墨尔本赛区冠军与最具人气奖、总赛区亚军。
- 2009年，湖南卫视“快乐女声”，全国亚军。

## 作品

### 专辑
- 2010年7月7日，《你看到的我是蓝色的》（首张原创专辑，共收录10首歌曲）

### MV
2009年
- 2009快女10强《唱得响亮》（2009年“快乐女声”主题曲）
- 李霄云《沉淀》（合辑《封面女生Cover Girls》）
- 天娱群星《快乐出发》（湖南卫视2009年跨年演唱会主题曲）

2010年
- 动力火车/2009快女5强《我爱X足球》（2010年南非世界杯公益励志歌曲）
- 李霄云《你看到的我是蓝色的》《习惯》（专辑《你看到的我是蓝色的》）
- 天娱群星《给力青春》（湖南卫视2010年跨年演唱会主题曲）

2011年
- 2009快女10强《baby sister》（2011快乐女声加油歌）

### 书籍
- 《2009快乐女声星光闪耀全集5：王子面王子音李霄云》（写真集，2009年9月1日出版）

## 个人演唱会
- 2010年8月7日，北京展览馆，专辑《你看到的我是蓝色的》首唱音乐会

## 所获奖项
2009年
- 12月28日，第四届A8原创中国音乐盛典“内地最佳新人”

2010年
- 2月5日，中歌榜北京流行音乐典礼“内地最受欢迎女新人”
- 3月6日，音乐先锋榜“内地先锋新人”、“先锋创作新人歌手”
- 4月24日，Music Radio中国TOP排行榜“内地年度最受欢迎新人”
- 8月21日，第七届劲歌王·金曲金榜“内地杰出青年歌手”、“人气歌手”，《你看到的我是蓝色的》获“国语十大金曲”
- 12月6日，第十届全球华语歌曲排行榜“最受欢迎新人”
- 12月19日，第三届音乐风云榜新人盛典“年度最佳唱作新人”

2011年
- 1月15日，湖南卫视·百度娱乐沸点，《你看到的我是蓝色的》获“最热门内地十大金曲”
- 1月17日，中歌榜北京流行音乐典礼，《你看到的我是蓝色的》获“年度金曲”
- 4月20日，Music Radio中国TOP排行榜金曲发布会，《你看到的我是蓝色的》获“内地最佳金曲”
- 4月24日，Music Radio中国TOP排行榜“内地年度传媒推荐歌手”
- 7月18日，获颁澳大利亚“十大华人杰出青年”
- 10月13日，2011中国广播影视大奖·中国原创歌曲奖“内地最佳传媒推荐”
- 12月18日，2012中国时尚盛典“最受欢迎女歌手”